# Alice Arlen
Alice Arlen (nombre de nacimiento, Alice Reeve) (6 de noviembre de 1940 – Nueva York, 29 de febrero de 2016) fue un guionista estadounidense, conocido por sus trabajo por Silkwood (1983), que escribió junto a Nora Ephron. Entre sus otros guiones, se incluyen los de Alamo Bay (1985), Mi rebelde Cookie (Cookie) (1989), El peso del agua (The Weight of Water) (2000) y Cuando ella me encontró (Then She Found Me) (2007).

## Biografía
En 1940, nació Arlen fruto de su padre Jay Frederick Reeve, un abogado, y Josephine Medill Patterson, una periodista. Después de que su madre se casara con Ivan Albright, Arlen y se hermano Joseph tomaron el apellido de Albright. En 1962, Arlene se graduó en la Universidad de Harvard.
Arlen trabajó para la CBS. Allí se encontró a Nora Ephron, con la que escribió el guion de Silkwood (1983), por las que fueron nominadas a los Premios Óscar al mejor guion original. Arlen trabajó con el director Louis Malle, escribiendo el guion de Alamo Bay (1985). Arlen y Ephron volvieron a trabajar juntos en Mi rebelde Cookie (Cookie) (1989), dirigida por Susan Seidelman. Después, Arlen escribió el guion de El peso del agua (The Weight of Water) (2000), y el debut de Helen Hunt como directora Cuando ella me encontró (Then She Found Me) (2007).

## Filmografía
- Silkwood (con Nora Ephron) (1983)
- Alamo Bay (1985)
- Mi rebelde Cookie (Cookie) (con Nora Ephron) (1989) (also Executive Producer)
- Ejecutivo ejecutor (A Shock to the System) (Productora asociada) (1990)
- El peso del agua (The Weight of Water) (con Christopher Kyle) (2000)
- A Thief of Time (2004) (TV)
- Cuando ella me encontró (Then She Found Me) (con Victor Levin y Helen Hunt) (2007)

## Vida privada
Arlen se casó con James Hoge con el que tuvo tres hijos. En 1971,  Arlen se divorció y, un año después, Arlen se casó con Michael J. Arlen y se trasladaron a Nueva York.

## Premios y distinciones
Premios Óscar
| Año  | Categoría                     | Película | Resultado |
| ---- | ----------------------------- | -------- | --------- |
| 1984 | Oscar al mejor guion original | Silkwood | Nominada  |